# Maximilian von Pelkhoven
Maximilian Freiherr von Pelkhoven (* 25. November 1796 in Straubing, Kurfürstentum Bayern; †  13. September 1864 in München, Königreich Bayern)
war ein bayerischer Jurist und Staatsrat.

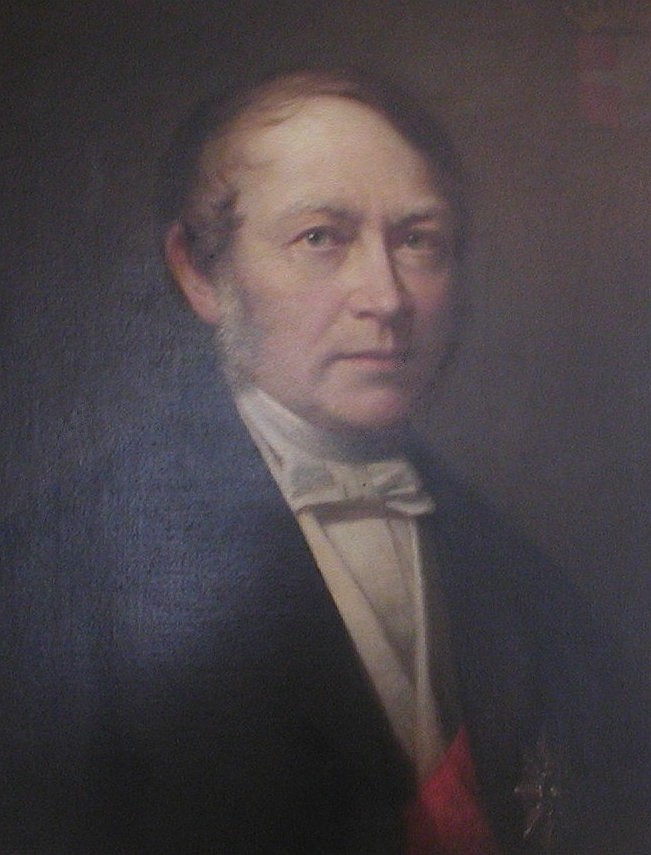
Maximilian Freiherr von Pelkhoven

## Leben
Maximilians Vater war Johann Nepomuk Freiherr von Pelkhoven auf Teising und Grafing und seine Mutter Maria Theresia Freiin von Geböckh auf Arnbach und Sulzemoos. Er schloss 1814 das königliche Gymnasium in München (heute Wilhelmsgymnasium München) ab, absolvierte anschließend das obligatorische Grundstudium (= Philosophie) und dann ein Jurastudium an der Universität Landshut. 1821 begann er seine berufliche Laufbahn als Jurist in Passau und Straubing. 1824 wurde er Stadtassessor in Aschaffenburg und 1826 in Würzburg. 1828 wurde er Stadtgerichtsrat in Passau und 1838 Appellationsgerichtsrat in Aschaffenburg.
1830 heiratete er Aloysia Pummerer die bereits 1835 starb. Auch seine zweite 1839 geschlossene Ehe mit Anna Freiin von Hertling endete 1844 mit dem Tod seiner Ehefrau.
1844 wurde er Oberappellationsgerichtsrat und Direktor des Gerichts in Passau. 1846 berief ihn König Ludwig I. als Staatsrat nach München. 1855 arbeitete er am Entwurf des Zivilgesetzbuches mit und leitete zeitweise das Staatsministerium der Justiz, des Handels und des Äußeren. Er war Mitglied des Bayerischen Landtages im Königreich Bayern in der 9. Wahlperiode (1855–1858).
Max von Pelkhoven war viele Jahre der engste Vertraute, Berater und Brieffreund von Antonia Werr, der Gründerin der Zeller Schwestern.
Er war der Onkel des Malers Wilhelm Marc und ein entfernter Verwandter des berühmten Malers und Expressionisten Franz Marc.
Ab 1855 war er Ehrenmitglied der katholischen Studentenverbindung KDStV Aenania München.